# Araneus demoniacus
Araneus demoniacus là một loài nhện trong họ Araneidae.
Loài này thuộc chi Araneus. Araneus demoniacus được Lodovico di Caporiacco miêu tả năm 1939.